# Jokiniemi (ö i Finland)
Jokiniemi är en ö i Finland.   Den ligger i den ekonomiska regionen  Kuusiokunnat  och landskapet Södra Österbotten, i den sydvästra delen av landet, 270 km norr om huvudstaden Helsingfors.